# Dragon 2
| Dragon 2                                                 | Dragon 2                                                                                       |
| -------------------------------------------------------- | ---------------------------------------------------------------------------------------------- |
| Crew Dragon beim ersten Anflug an die ISS (3. März 2019) |                                                                                                |
| Beschreibung                                             |                                                                                                |
| Entwicklungsland:                                        | Vereinigte Staaten                                                                             |
| Hersteller:                                              | SpaceX                                                                                         |
| Besatzung:                                               | bis zu 4 Personen                                                                              |
| Erstflug:                                                | 6. Mai 2015: Pad abort test 2. März 2019: unbemannter Orbitalflug 30. Mai 2020: bemannter Flug |
| Status:                                                  | im Einsatz                                                                                     |
| Trägerrakete:                                            | Falcon 9                                                                                       |
| Technische Daten                                         |                                                                                                |
| Höhe:                                                    | 8,1 m                                                                                          |
| Durchmesser:                                             | 4 m                                                                                            |
| Innenvolumen:                                            | 9,3 m3 zuzüglich 37 m3 im „Trunk“                                                              |
| Startmasse:                                              | ca. 12 t                                                                                       |

Die Dragon 2 oder auch Dragon V2 (Dragon Version 2) ist ein wiederverwendbares Raumschiff des US-amerikanischen Raumfahrtunternehmens SpaceX und das zweite Modell der Dragon-Serie. Es sind zwei Varianten des Raumschiffs im Einsatz: die Crew Dragon für bemannte Missionen und die Cargo Dragon 2 für Frachttransporte zur Internationalen Raumstation (ISS). Als Trägerrakete dient jeweils eine Falcon 9.
Am 2. März 2019 erfolgte der erste Testflug zur ISS mit einer noch unbemannten Crew Dragon. Der erste bemannte Flug SpX-DM2 startete am 30. Mai 2020 und der erste Frachttransport am 6. Dezember desselben Jahres, beide vom Kennedy Space Center.

## Entwicklung und Auftragsvergabe
SpaceX-Gründer und Technikvorstand Elon Musk stellte die Dragon 2 am 29. Mai 2014 anhand eines Mock-ups vor. Im September 2014 wählte die NASA die Dragon 2 neben dem CST-100 Starliner von Boeing im Rahmen ihres Commercial-Crew-Development-Programms (CCDev; Entwicklungsprogramm für kommerziellen bemannten Raumflug) zur Realisierung aus. Der Auftrag hat einen Wert von 2,6 Milliarden US-Dollar und umfasste den Bau des Raumschiffs, mehrere unbemannte Testflüge und einen Demonstrationsflug mit NASA-Astronauten. Nach erfolgreichen Tests und Zertifizierung durch die NASA wurden sechs bemannte Missionen beauftragt. Die Finanzierung der ersten Testflüge erfolgt in der Programmphase Commercial Crew Transportation Capability (CCtCap) innerhalb des CCDev-Programms.
Im Rahmen der Commercial Resupply Services 2 gab die NASA auch sechs Frachtflüge mit der Cargo Dragon in Auftrag (CRS-21 bis CRS-26).
Im Februar 2017 gab SpaceX außerdem bekannt, einen Auftrag erhalten zu haben, um mit einer Dragon 2 Weltraumtouristen um den Mond herum zu befördern. Der Flug wurde jedoch später verschoben und auf das Starship umgeplant.

## Technik und besondere Leistungsmerkmale
Das Raumschiff besteht aus der bemannten Kapsel und dem sogenannten Trunk. Die Kapsel verfügt über einen Hitzeschutzschild und ist in der Lage, zur Erde zurückzukehren. Alle Hauptsysteme, wie auch die Manövertriebwerke sind in die Kapsel integriert. Der Trunk ist sehr viel einfacher aufgebaut als die Servicemodule anderer Raumschiffe, wie Sojus oder Apollo. Er trägt u. a. aerodynamische Stabilisierungsflächen für den Startabbruch, die Solarzellen und kann zusätzliche Ladung aufnehmen, die ohne Atmosphärenbedingungen auskommt. Der Trunk wird vor dem Wiedereintritt abgetrennt, um dann zu verglühen.

### Cockpit und Bedienerführung

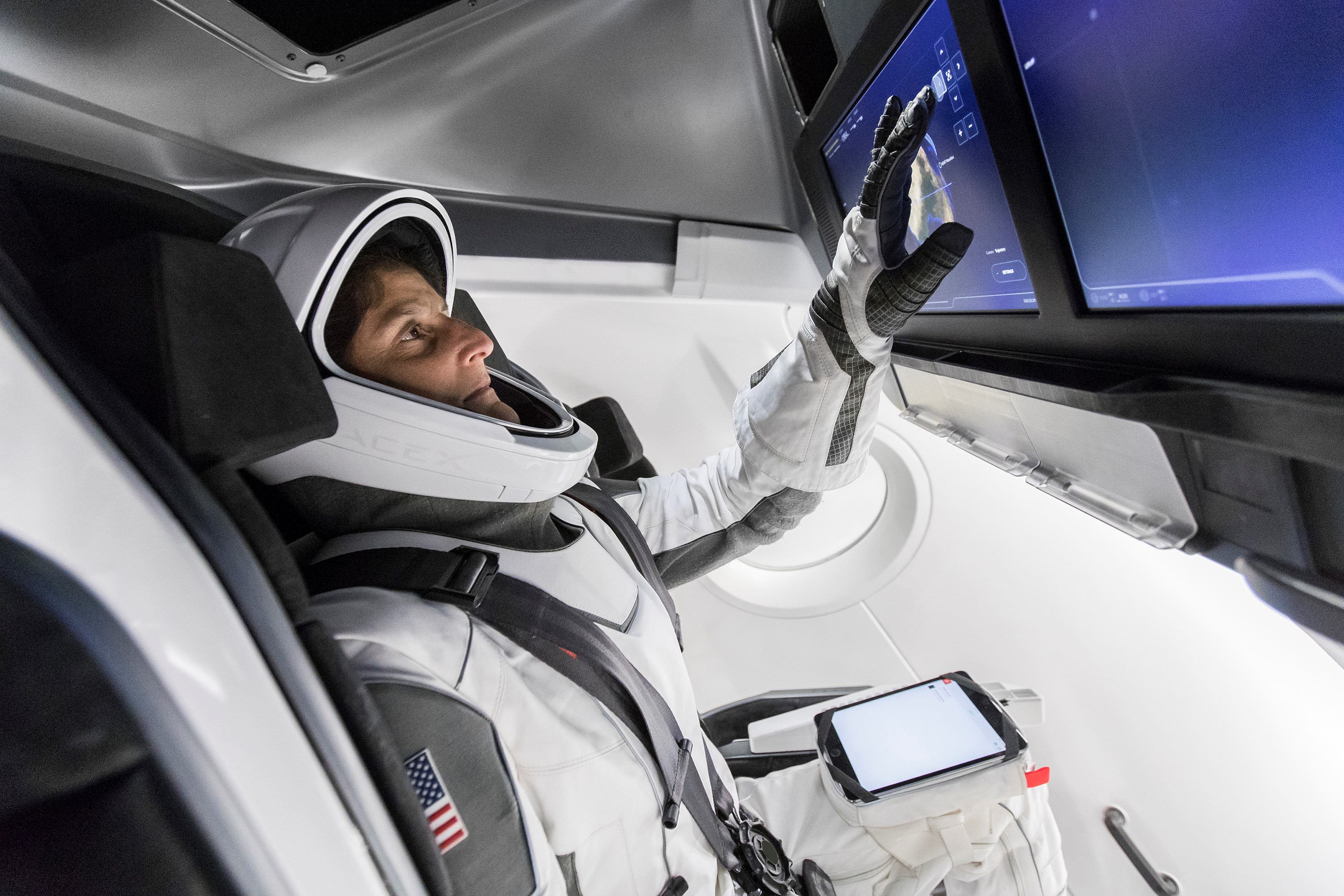
Sunita Williams in einem Crew-Dragon-Vorführmodell

Kommandant und Pilot können die Kapsel über ein Touchscreen-Bedienfeld steuern, das zwei Bildschirme als Datenausgabe und ein Steuerfeld sowie einen Joystick zur Flugsteuerung und, ergänzend als Backup zur Bedienung lebenswichtiger und sicherheitsrelevanter Steuergrößen, Knöpfe und Drehregler beinhaltet.

### Andockfähigkeit
Benötigt die Dragon 1 zum Andocken an die ISS noch deren Greifarm, so dockt die Dragon 2 automatisch oder bei Bedarf auch vom Piloten gesteuert an die ISS an. Dragon 2 nutzt einen Kopplungsadapter, der kompatibel zum International Docking System Standard (IDSS) ist.

### Hitzeschild
Der Hitzeschild auf der Unterseite der Kapsel, der ein Verglühen des Raumschiffs beim Wiedereintritt in die Atmosphäre verhindert, besteht aus einer Weiterentwicklung des PICA-X-Hitzeschildes (Phenolic Impregnated Carbon Ablator), den SpaceX für die Dragon 1 entwickelt hat und in eigener Produktion herstellt.

### Landeverfahren und Notfallrettung

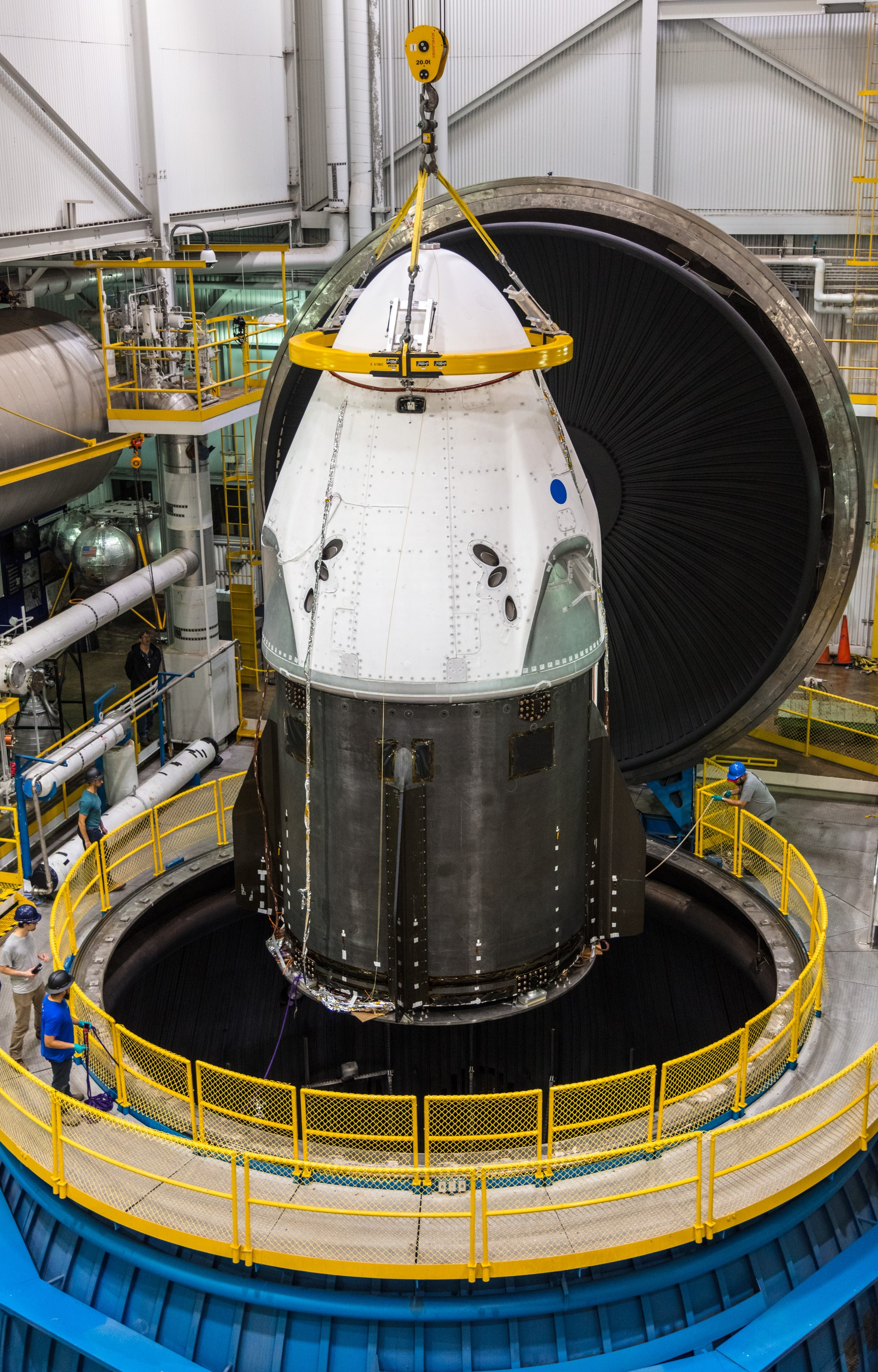
Crew Dragon während Tests am Glenn Research Center im Juni 2018

Das Raumschiff sollte so konstruiert werden, dass es möglich wäre, „überall auf dem Land mit der Präzision eines Helikopters zu landen“. Hierzu wurden acht sogenannte SuperDraco-Triebwerke in die Kapsel integriert. Diese acht Triebwerke sollten bei bemannten Missionen auch als Startrettungssystem fungieren und somit die klassische Rettungsrakete ersetzen. Ein trotzdem vorhandener Fallschirm sollte nur bei einem Notfall geöffnet werden. Das Raumschiff sollte auf vier Stützfüßen landen, die – wie das Fahrwerk des Space Shuttle – durch Öffnungen im Hitzeschild ausgefahren werden. Das Abbremsen kurz vor dem Aufsetzen sollten die SuperDracos übernehmen.
Diese Pläne zu Landungen an Land wurden jedoch gestrichen. Stattdessen wird die Dragon-Kapsel mit Fallschirmen gebremst und wassert anschließend. Die Triebwerke blieben bei der Crew Dragon als Startrettungssystem an Bord und werden nicht zum Abbremsen verwendet; bei der Cargo Dragon sind sie nicht vorhanden. Die Stützfüße entfielen bei beiden Varianten.

### Wiederverwendbarkeit
Mit der Cargo Dragon 2 sind bis zu fünf Flüge pro Raumkapsel geplant – zwei mehr als bei der Dragon 1, die höchstens dreimal eingesetzt wurde. Beim ISS-Zubringerflug SpaceX Crew-2, gestartet am 23. April 2021, wurde erstmals eine Crew-Dragon-Kapsel wiederverwendet. Sie kam bereits bei der Mission SpX-DM2 im Jahr 2020 zum Einsatz.

## Tests

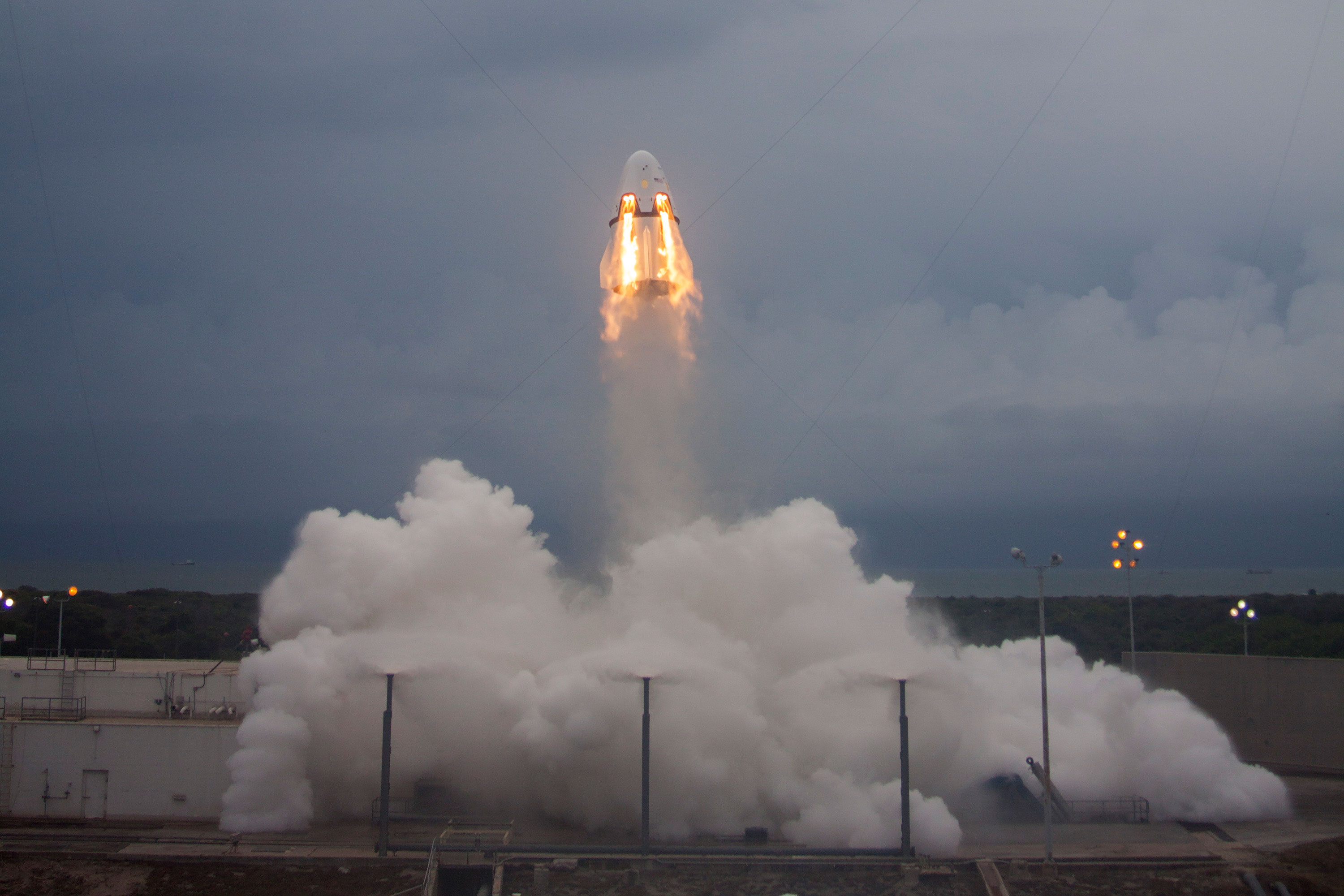
Crew-Dragon-Pad-Abort-Test

Bis zur vollständigen Einsatzbereitschaft musste die Dragon 2 vier Testflüge absolvieren. Zwei davon dienten dem Test des Rettungssystems, welches bei einer Fehlfunktion der Trägerrakete die Besatzung aus dem Gefahrenbereich bringen soll. Die anderen beiden führten in den Erdorbit, einmal unbemannt und der letzte bemannt.

### Pad Abort Test
Beim Pad Abort Test am 6. Mai 2015 wurde erstmals das Rettungssystem der Crew Dragon erprobt. Dazu zündete eine Crew Dragon in Cape Canaveral von einem einfachen Startgestell aus ihre acht SuperDraco-Triebwerke, um mit bis zu 6 g Beschleunigung aufzusteigen und nach etwa zwei Minuten an Fallschirmen im Ozean zu wassern. Dabei wurde eine Höhe von 1500 Metern erreicht. Die Kapsel wurde geborgen und analysiert. Es befanden sich ein Crashtest-Dummy und Messgeräte an Bord, um die Belastungen für Raumschiff und zukünftige Crew zu messen. Zunächst sollte diese Kapsel für den nächsten Testflug wieder aufgearbeitet werden, da seit dem Bau allerdings einige Zeit vergangen war und mittlerweile einige Änderungen an der Technik stattfanden, wurde die Kapsel nicht mehr für den In-Flight Abort Test verwendet.

### Unbemannter Testflug

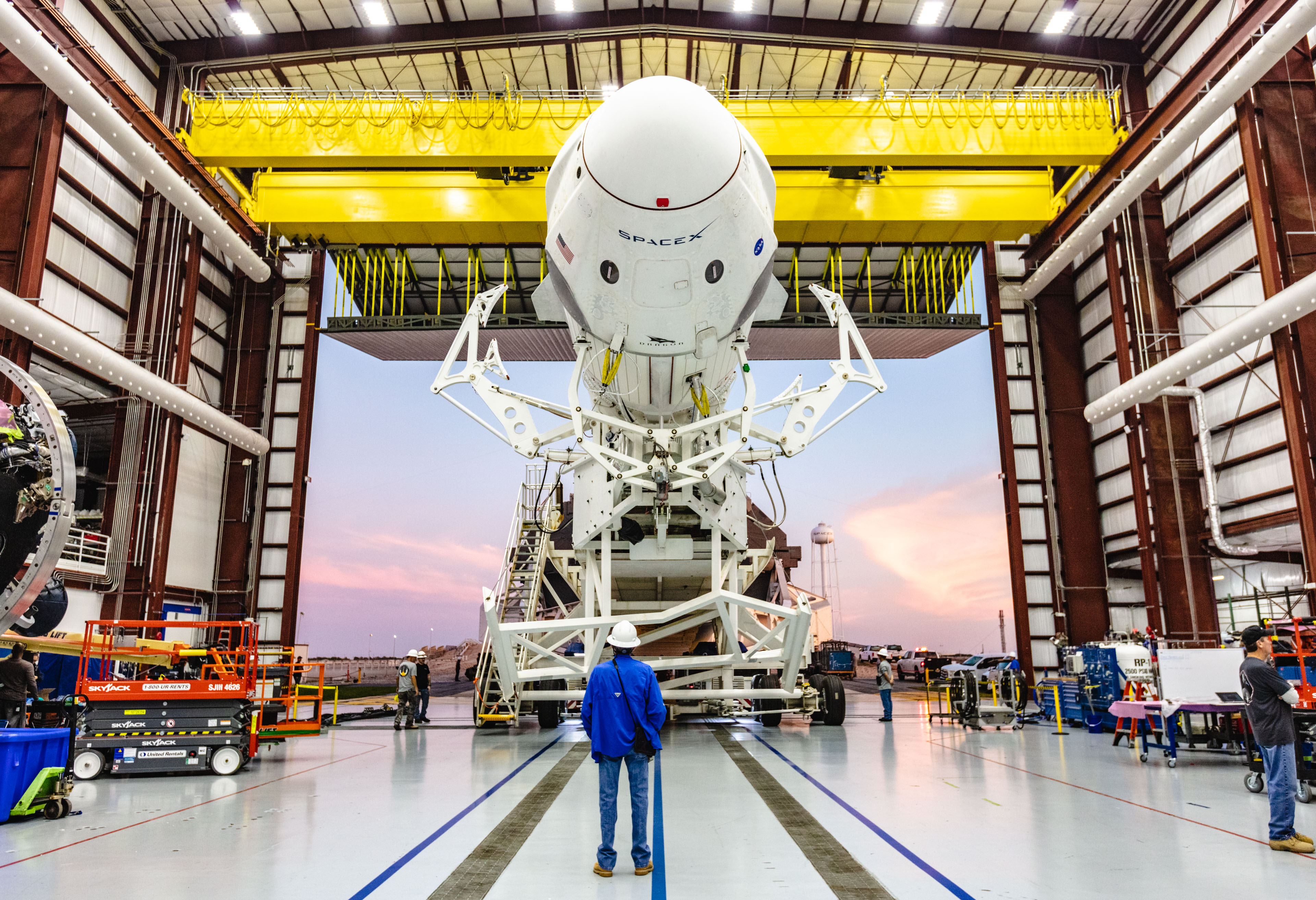
SpX-DM1 wird zur Startrampe gerollt

Am 2. März 2019 startete die noch unbemannte Crew Dragon mit der Mission SpX-DM1 zum ersten Mal in den Orbit und dockte am Tag darauf an der ISS an. David Saint-Jacques, Alexei Owtschinin und Anne McClain – Besatzung der ISS-Expedition 58 – betraten als erste ISS-Astronauten das neue SpaceX-Raumschiff. Nach fünf Tagen Aufenthalt dockte die Dragon – wiederum unbemannt – ab und landete an Fallschirmen im Atlantik, wo sie von der SpaceX-Flotte geborgen wurde. Die NASA zeigte sich zufrieden mit dem Verlauf des Tests.

### Rückschläge im April 2019
Am 20. April 2019 fand auf der Cape Canaveral Air Force Station ein Test aller Triebwerke der DM1-Dragon-Kapsel statt. Dabei explodierte das Raumschiff und wurde vollständig zerstört.
In einem vorläufigen Untersuchungsbericht vom 15. Juli 2019 erklärte SpaceX, dass die Explosion sich unmittelbar vor der Zündung der acht SuperDraco-Triebwerke ereignet habe. Bereits vor dem Test sei Stickstofftetroxid – das im Dragon-Antriebssystem verwendete Oxidationsmittel – durch ein Leck in das Hochdruck-Heliumsystem geraten, welches zur Druckerzeugung in den Tanks dient. Beim Druckaufbau vor der Triebwerkszündung sei eine geringe Menge der geleckten Flüssigkeit durch ein Ventil aus Titan gepresst worden. Dabei habe sie überraschenderweise mit dem Metall reagiert, was das Ventil in Brand gesetzt und die Explosion ausgelöst habe. Als Gegenmaßnahme habe man unter anderem den Treibstofffluss verändert und Ventile durch Berstscheiben ersetzt. Dadurch sei sichergestellt, dass kein Stickstofftetroxid mehr ins Heliumsystem gelangen kann.
Ebenfalls im April 2019 kam es zu einer überraschenden Fehlfunktion des Fallschirmsystems bei einem von zahlreichen Tests, in denen jeweils ein Dragon-Mock-Up von einem Flugzeug oder Hubschrauber abgeworfen wurde. Zur Behebung des Problems wurden die Nylonseile der Fallschirme durch dreimal so stabile Zylonseile ersetzt.
Die beiden Fehlschläge führten zu einer Verzögerung beziehungsweise Verlängerung des Dragon-2-Testprogramms um mindestens ein halbes Jahr.

### In-Flight Abort Test
Der unbemannte In-Flight Abort Test (Flug-Abbruchtest) erfolgte am 19. Januar 2020. Eine Dragon 2 startete auf einer Falcon 9, um nach etwa 1,5 Minuten Flugzeit, zum Zeitpunkt der größten aerodynamischen Belastung, eine Fehlfunktion der Trägerrakete zu simulieren und das Rettungssystem auszulösen. Die acht SuperDraco-Motoren zündeten und brachten das Raumschiff aus dem Gefahrenbereich. Die erste Stufe der Rakete endete unmittelbar danach in einem Feuerball, die zweite Stufe explodierte später beim Aufprall auf die Meeresoberfläche. Das Raumschiff trennte das Servicemodul ab und öffnete die vier Fallschirme. Anschließend wasserte die Kapsel und wurde geborgen. Das gesamte Prozedere diente auch als Testlauf für die bemannte Startvorbereitung und die Rettungsmannschaften. Der Test verlief reibungslos und wurde von allen Seiten als voller Erfolg gewertet.
Als Termin für den Test war ursprünglich Herbst 2015 geplant gewesen. Er wurde aber mehrfach aus verschiedenen Anlässen verschoben. Statt der zerstörten DM1-Kapsel kam die eigentlich für den nachfolgenden DM2-Testflug vorgesehene Dragon zum Einsatz. Letztere wurde für den ersten bemannten Start durch eine Kapsel aus neuerer Produktion ersetzt. Als Erststufe der Trägerrakete kam der Booster Nr. B1046 in seiner vierten Verwendung zum Einsatz.

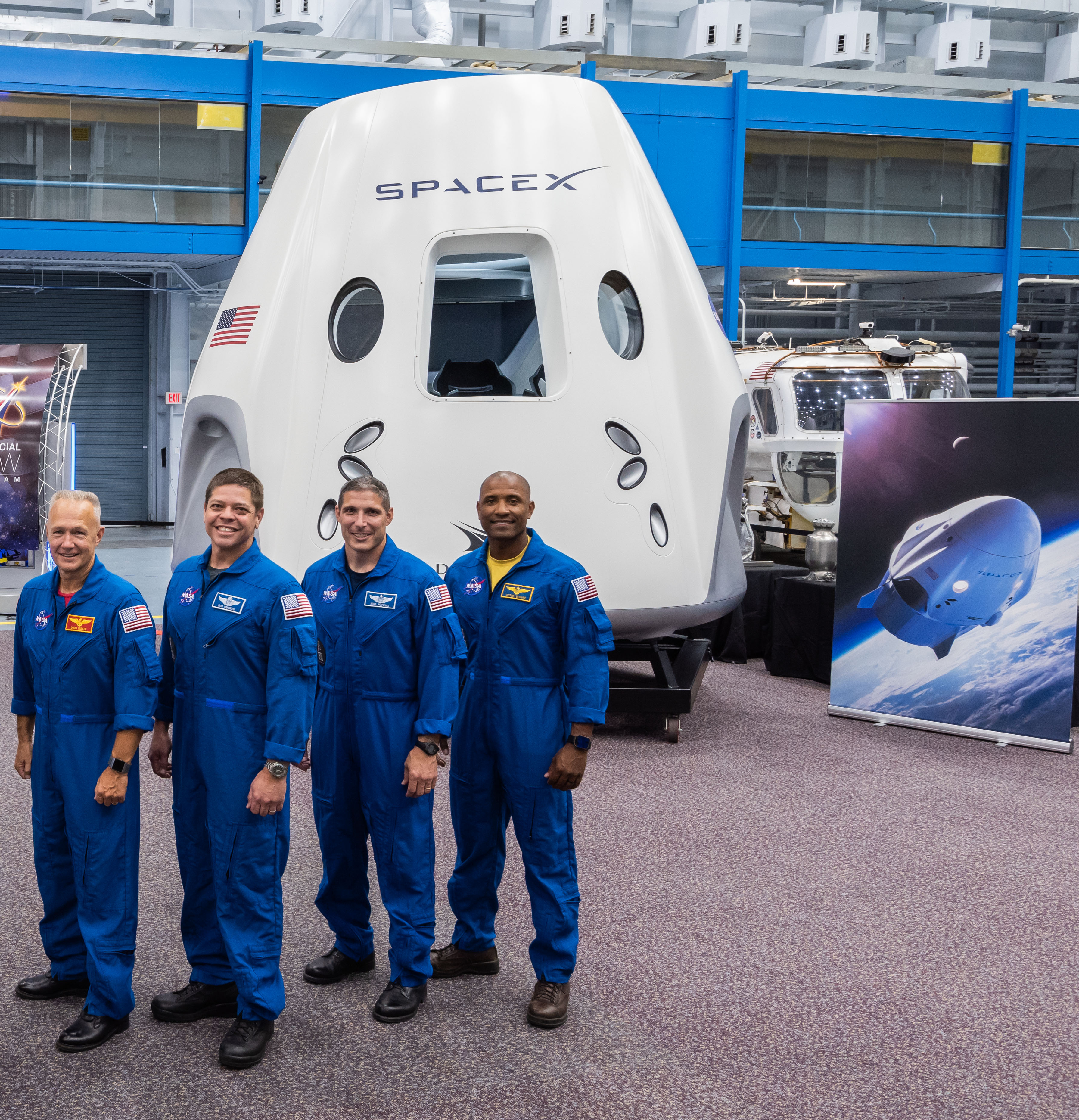
Crew und Ersatzcrew des ersten bemannten Testflugs vor der SpaceX Dragon-Kapsel im Jahr 2018.

### Bemannter Testflug
Als NASA-Testpiloten für den ersten bemannten Test wurden im August 2018 Robert Behnken und Douglas Hurley nominiert. Dieser Flug mit der Bezeichnung SpX-DM2 startete nach mehreren Verschiebungen am 30. Mai 2020 um 21:22 Uhr (MESZ). Im Rahmen eines „Media Event“ (Videoübertragung aus der Kapsel) auf dem Weg zur ISS gaben die beiden Astronauten der Kapsel den Namen „Endeavour“. Aufgrund der erfolgreich abgeschlossenen Mission war die Crew Dragon nach NASA-Vorschriften einsatzbereit und konnte den regulären Crewtransport zur ISS beginnen.

## Einsatz
Die erste reguläre Langzeitmission zur ISS mit einer Crew Dragon (SpaceX Crew-1) begann im November 2020. Besatzung dieses Flugs waren die US-Amerikaner Victor Glover, Michael Hopkins und Shannon Walker sowie der Japaner Sōichi Noguchi. Danach sollte ein Einsatz pro Jahr folgen. Vorerst fliegt die Crew Dragon jedoch zweimal jährlich für einen Langzeiteinsatz zur ISS, da der CST-100 Starliner noch nicht regelmäßig in Betrieb ist.
Seit Dezember 2022 bringt die Cargo Dragon mehrmals pro Jahr Fracht zur ISS und von dort zurück zur Erde.
Neben den ISS-Einsätzen für die NASA vermarktet SpaceX die Crew Dragon auch für weltraumtouristische Flüge. Der erste dieser Flüge war Inspiration4 im September 2021. Vier Weltraumtouristen wurden für drei Tage in einen Erdorbit befördert, ohne professionelle Astronauten an Bord. Die Steuerung der Crew Dragon verläuft dabei weitgehend automatisiert bzw. durch Fernkommandos, ohne Mitwirkung der Passagiere, allerdings erhielten sie auch Training, um die Kapsel bei Bedarf selbst zu steuern. Seit 2022 bringt Axiom Space mit Crew Dragon auch Touristen und staatliche Kurzzeitastronauten zur ISS.

## Flotte
| Seriennr. | Name        | Typ           | Status          | Erstflug      | Flüge | Missionen                                                                                   | Anmerkungen                                                                                               |
| --------- | ----------- | ------------- | --------------- | ------------- | ----- | ------------------------------------------------------------------------------------------- | --- |
| C201      | DragonFly   | Prototyp      | ausgemustert    | 19. Jan. 2020 | 1     | Startabbruchtest                                                                            | Prototyp für Testzwecke                                                                                   |
| C202      | Qual module | Prototyp      | ausgemustert    | –             | –     |                                                                                             | Prototyp für strukturelle Erprobungen                                                                     |
| C203      |             | Prototyp Crew | Trainingskapsel | –             | –     |                                                                                             | Environmental Control & Life Support System Module, wird am Boden für das Training der Crews genutzt      |
| C204      |             | Crew          | zerstört        | 2. März 2019  | 1     | SpX-DM1                                                                                     | Erste Dragon 2 im Weltraum, explodierte sechs Wochen nach dem Raumflug bei einem Triebwerkstest am Boden. |
| C205      |             | Crew          | ausgemustert    | 6. Mai 2015   | 1     | Crew Dragon In-Flight Abort Test                                                            | Der Testflug war ursprünglich mit C204 geplant.                                                           |
| C206      | Endeavour   | Crew          | aktiv           | 30. Mai 2020  | 6     | SpaceX Demo-2, SpaceX Crew-2, Axiom Mission 1, SpaceX Crew-6, SpaceX Crew-8, SpaceX Crew-11 | erste bemannte Dragon im Weltraum                                                                         |
| C207      | Resilience  | Crew          | aktiv           | 16. Nov. 2020 | 4     | SpaceX Crew-1, Inspiration4, Polaris Dawn, Fram2                                            | |
| C208      |             | Fracht        | aktiv           | 6. Dez. 2020  | 5     | CRS-21, CRS-23, CRS-25, CRS-28, CRS-31                                                      | erste Cargo Dragon 2                                                                                      |
| C209      |             | Fracht        | aktiv           | 2. Juni 2021  | 5     | CRS-22, CRS-24, CRS-27, CRS-30, CRS-32                                                      | |
| C210      | Endurance   | Crew          | aktiv           | 11. Nov. 2021 | 4     | SpaceX Crew-3, SpaceX Crew-5, SpaceX Crew-7, SpaceX Crew-10                                 | |
| C211      |             | Fracht        | aktiv           | 26. Nov. 2022 | 2     | CRS-26, CRS-29                                                                              | |
| C212      | Freedom     | Crew          | aktiv           | 27. Apr. 2022 | 4     | SpaceX Crew-4, Axiom Mission 2, Axiom Mission 3, SpaceX Crew-9                              | |
| C213      | Grace       | Crew          | aktiv           | 25. Juni 2025 | 1     | Axiom Mission 4                                                                             | |

## Missionsliste
→ Siehe: Liste der Dragon-2-Missionen